# يوهان فاليم
يوهان فاليم (مواليد 1 فبراير 1972) هو لاعب كرة قدم. يلعب مع منتخب بلجيكا لكرة القدم. سبق له أن لعب في كأس العالم لكرة القدم مع منتخب بلاده.

## روابط خارجية
- يوهان فاليم على موقع الاتحاد الدولي (مؤرشف)  (الإنجليزية)
- يوهان فاليم على موقع الاتحاد الأوربي (الإنجليزية)
- يوهان فاليم على موقع الاتحاد البلجيكي (الإنجليزية)
- يوهان فاليم على موقع قاعدة بيانات كرة القدم.إي يو (الإنجليزية)
- يوهان فاليم على موقع ليكيب (الفرنسية)
- يوهان فاليم على موقع ناشيونال فوتبول تيمز (الإنجليزية)
- يوهان فاليم على موقع Soccerway.com (الإنجليزية)
- يوهان فاليم على موقع عالم كرة القدم.نت (الإنجليزية)
- يوهان فاليم على موقع كووورة